# Мужская сборная Нигера по баскетболу 3×3
Мужская сборная Нигера по баскетболу 3×3 представляет Нигер на международных соревнованиях по баскетболу 3×3. Управляющим органом является Федерация баскетбола Нигера (фр. Fédération Nigérienne de Basket-Ball, FENIBASKET).
По состоянию на 21 сентября 2024, мужская сборная Нигера по баскетболу 3×3 занимает 186-е место в мировом рейтинге ФИБА мужских сборных по баскетболу 3×3.

## Результаты выступлений
| Турнир           | Золото | Серебро | Бронза | Всего |
| ---------------- | ------ | ------- | ------ | ----- |
| Чемпионат Африки | —      | —       | —      | —     |
| Африканские игры | —      | —       | —      | —     |
| Итого            | —      | —       | —      | —     |

### Чемпионат Африки
| Год          | Место          | Игры           | Победы         | Поражения      | Состав команды                                                                                     |
| ------------ | -------------- | -------------- | -------------- | -------------- | -------------------------------------------------------------------------------------------------- |
| Ломе 2017    | 11             | 2              | 0              | 2              | Abdoulaye Mamane Djibrillaa, Ouacho Mohamed, Mahamadou Seydou Moussa, Abdoul Aziz Souleymane Keita |
| 2018         | не участвовали | не участвовали | не участвовали | не участвовали | не участвовали                                                                                     |
| Кампала 2019 | 9              | 2              | 1              | 1              | Moctar Bako, Aziz Mahaman, Abdoulaye Niandou, Salim Seini Yaye                                     |
| 2022—н. в.   | не участвовали | не участвовали | не участвовали | не участвовали | не участвовали                                                                                     |

### Африканские игры
| Год        | Место          | Игры           | Победы         | Поражения      | Состав команды                                                                                  |
| ---------- | -------------- | -------------- | -------------- | -------------- | ----------------------------------------------------------------------------------------------- |
| Рабат 2019 | 10             | 4              | 0              | 4              | Abdoulaye Mamane Djibrillaa, Abdoul Mounkaila, Ferdjani Ben Aboubacar Maidoka, Habibou Soumaila |
| 2017—н. в. | не участвовали | не участвовали | не участвовали | не участвовали | не участвовали                                                                                  |